# Tyran de Todd
Sirystes subcanescens
Espèce
Statut de conservation UICN

 LC  : Préoccupation mineure
Le Tyran de Todd (Sirystes subcanescens) est une espèce de passereaux de la famille des Tyrannidae. Auparavant considéré comme conspécifique avec le Tyran siffleur (Sirystes sibilator), il est classé comme une espèce à part entière depuis les travaux de Donegan publiés en 2013,.

## Distribution
Son aire s'étend à travers l'est du plateau des Guyanes et le nord du Brésil (au nord du fleuve Amazone),,.

## Systématique
Cette espèce est monotypique selon la classification de référence du Congrès ornithologique international (version 9.1, 2019).